# Sean Combs
Sean John Combs (Nova Iorque, 4 de novembro de 1969), também conhecido pelo seu nome artístico Diddy (anteriormente Puff Daddy e P. Diddy), é um rapper, compositor, produtor musical e empresário norte-americano. Ele é creditado pela descoberta e desenvolvimento de artistas como The Notorious B.I.G., Mary J. Blige e Usher. Combs ganhou três prêmios Grammy de treze indicações, dois MTV Video Music Awards, um MTV VMA Global Icon Award em 2023 e um prêmio do Guinness World Records como "Produtor de Rap Mais Bem-Sucedido" em 1997.
Nascido no Harlem e criado em Mount Vernon, em Nova Iorque, Combs trabalhou como diretor de talentos na Uptown Records antes de fundar sua própria gravadora, a Bad Boy Records, em 1993. Ele iniciou sua carreira de gravação após o sucesso comercial de seu primeiro contratado, o rapper The Notorious B.I.G., para quem atuou como empresário e "hype man". Lançado após o assassinato não resolvido de B.I.G., o álbum de estreia de Combs, No Way Out (1997), foi aclamado pela crítica, atingiu o topo da Billboard 200 e recebeu certificação de platina sêxtupla pela Recording Industry Association of America (RIAA). Seus dois singles anteriores, "Can't Nobody Hold Me Down" (com Mase) e "I'll Be Missing You" (com Faith Evans e 112), ambos lideraram a Billboard Hot 100 — sendo o último a primeira música de hip hop a estrear no topo das paradas de sucesso. Seus segundo e terceiro álbuns, Forever (1999) e The Saga Continues... (2001), ambos alcançaram o número dois na Billboard 200, apesar das críticas mistas, enquanto seu quarto álbum, Press Play (2006), voltou ao topo das paradas. Combs então formou o grupo musical Diddy-Dirty Money — com as cantoras de R&B Kalenna Harper e Dawn Richard — para lançar o álbum colaborativo Last Train to Paris (2010), que atingiu o número sete e foi impulsionado pelo single "Coming Home" (com Skylar Grey). Seu quinto álbum de estúdio, The Love Album: Off the Grid (2023), teve resposta crítica e comercial moderada e foi seu primeiro lançamento sem uma grande gravadora.
Fora da música, ele trabalhou em produção para outros meios, incluindo a série de realidade da MTV Making the Band, que deu origem ao girl group Danity Kane. Ele lançou a marca de roupas Sean John em 1998, pela qual ganhou o prêmio de Designer de Moda Masculina do Ano do Conselho de Designers de Moda da América em 2004, tendo sido anteriormente nomeado em 2000. Combs atuou como embaixador da marca da vodca Cîroc de 2007 a 2023 e co-fundou a rede de televisão Revolt em 2013. Zack O'Malley Greenburg estimou o patrimônio líquido de Combs em um bilhão de dólares em 2022, tornando-o um dos artistas musicais mais ricos. Sua influência no mundo da música, como empresário, era sentida através de seus contatos com gravadoras e sua rede de amizades com personalidades e chefões do ramo.
Combs foi alvo de várias alegações de má conduta sexual, que começaram no final de 2023, depois que sua ex-parceira Cassie Ventura entrou com um processo multimilionário contra ele por agressão sexual, que foi resolvido fora do tribunal. Nos meses seguintes, mais onze processos foram abertos por outros reclamantes, com alegações semelhantes de má conduta que variam de 1991 a 2009. Em março de 2024, várias propriedades ligadas a Combs foram invadidas pelo Departamento de Segurança Interna dos Estados Unidos como parte de uma investigação federal em andamento. Em maio de 2024, imagens de vigilância de Combs agredindo fisicamente Ventura em um hotel foram divulgadas, pelas quais Combs fez um pedido de desculpas público. Em setembro de 2024, Combs foi indiciado por um grande júri federal em Manhattan e acusado de tráfico sexual, extorsão e racketeering (acusação de liderar uma rede criminosa), com suas empresas comerciais alegadamente envolvidas em crimes de narcotráfico, sequestro, incêndio criminoso e suborno. Ele negou as acusações e teve a fiança negada duas vezes. Combs foi inicialmente detido no Metropolitan Detention Center, no Brooklyn. Seu julgamento oficialmente começou em 5 de maio de 2025. Ele foi considerado culpado apenas de transporte para engajar em prostituição e inocente das acusações de racketeering e tráfico sexual.

## Vida pessoal
Os sete filhos de Combs são: Quincy Taylor Brown (filho adotado, nascido em 4 de junho de 1991, em Nova Iorque), Justin Combs (filho de Combs com a estilista Misa Hylton, nascido em 30 de dezembro de 1993, em Nova Iorque), Christian Combs (primeiro filho biológico de Combs com a modelo Kim Porter, nascido em 1 de abril de 1998), Chance Combs (filha de Combs com a empresária Sarah Chapman, nascida em 20 de julho de 2006), D'Lila e Jessie Combs (filhas gêmeas de Combs com a modelo Kim Porter, nascidas 21 de dezembro de 2006) e Love Sean Combs (filha mais nova de Combs com a modelo e especialista de segurança cibernética Dana Tran, nascida em 10 de dezembro de 2022).
Combs foi criado como católico e foi coroinha quando criança. Em 2008, ele declarou ao The Daily Telegraph que não adere a nenhuma denominação religiosa específica. O rapper comentou: "Eu apenas sigo o certo ao invés do errado, então eu poderia orar em uma sinagoga, uma mesquita ou uma igreja. Eu creio que há apenas um Deus".
Em uma entrevista de 2023, Combs disse que acredita que Deus é uma mulher.

## Questões legais
Diddy foi preso em 16 de setembro de 2024, em Nova Iorque, enfrentando acusações como tráfico sexual, extorsão, conspiração e transporte para fins de prostituição. Durante a audiência, ele se declarou inocente, mas teve seu pedido de fiança negado duas vezes, com o tribunal destacando seu histórico de abuso de substâncias e excessos de fúria como riscos à sociedade. As acusações incluem extorsão com pena máxima de prisão perpétua e tráfico sexual com um mínimo de 15 anos, além de transporte para prostituição, que poderia resultar em até 10 anos de prisão. Combs aguardou julgamento sob custódia federal no Centro de Detenção Metropolitano no Brooklyn. Ele esteve sob vigilância suicida processual.
O julgamento começou em 5 de maio de 2025, com a seleção do júri, enquanto as declarações de abertura e os depoimentos das testemunhas começaram em 12 de maio. A acusação e a defesa concluíram seus casos em 24 de junho de 2025. As argumentações finais começaram em 26 de junho. Em 2 de julho de 2025, após três dias de deliberação, o júri considerou Combs culpado de duas acusações de transporte para fins de prostituição envolvendo Ventura, outra ex-namorada e profissionais do sexo masculinos, mas não culpado de acusações de racketeering (ser chefe de um grupo criminoso) e tráfico sexual.

## Discografia

### Álbuns
- No Way Out (1997)
- Forever (1999)
- The Saga Continues… (2001)
- We Invented the Remix (2002)
- Press Play (2006)
- Last Train to Paris ft. Dirty Money (2010)
- MMM (2015)
- The Love Album: Off the Grid (2023)

### Singles
- "Last Night" ft. Keyshia Cole (2007)
- "Been Around the World"
- "Hello Good Morning"
- "I'll Be Missing You"
- "Summertime"
- "Tell Me" ft. Christina Aguilera
- "Victory"
- "Come to Me" ft. Nicole Scherzinger

## Prêmios e indicações
- Grammy Awards

| Ano  | Categoria                                        | Gênero | Canção                        | Resultado |
| ---- | ------------------------------------------------ | ------ | ----------------------------- | --------- |
| 1998 | Artista Revelação                                | Geral  | N/a                           | Indicado  |
| 1998 | Melhor performance de Rap por uma dupla ou grupo | Rap    | Can't Nobody Hold Me Down     | Indicado  |
| 1998 | Melhor performance de Rap por uma dupla ou grupo | Rap    | Mo Money Mo Problems          | Indicado  |
| 1998 | Melhor performance de Rap por uma dupla ou grupo | Rap    | I'll Be Missing You           | Venceu    |
| 1998 | Melhor Álbum de Rap                              | Rap    | No Way Out                    | Venceu    |
| 2000 | Melhor performance de Rap por uma dupla ou grupo | Rap    | Satisfy You                   | Indicado  |
| 2002 | Melhor performance de Rap por uma dupla ou grupo | Rap    | Bad Boy For Life              | Indicado  |
| 2003 | Melhor performance de Rap por uma dupla ou grupo | Rap    | Pass the Courvoisier (Part 2) | Indicado  |
| 2004 | Melhor performance de Rap por uma dupla ou grupo | Rap    | Shake Ya Tailfeather          | Venceu    |